# Албашкино
Албашкино — деревня в Великолукском районе Псковской области России. Входит в состав сельского поселения «Лычёвская волость».
Расположена в центре района, в 19 км к юго-востоку от Великих Лук.

## Население
| 2001 | 2002 | 2010 |
| ---- | ---- | ---- |
| 1    | ↘0   | ↗13  |